# 毛穗夏至草
毛穗夏至草（学名：Lagopsis eriostachya）为唇形科夏至草属下的一个种。